# Comuna Tinosu, Prahova
Tinosu este o comună în județul Prahova, Muntenia, România, formată din satele Pisculești, Predești și Tinosu (reședința). Se învecinează la nord cu comuna Brazi, la est cu comunele Puchenii Mari și Gorgota, la sud cu comuna Poienarii Burchii, iar la vest cu comuna Șirna.

## Așezare
Comuna este așezată pe râul Prahova, în zona cursului său inferior, în câmpia piemontană a Ploieștilor. Este străbătută de șoseaua județeană DJ101G, care o leagă spre nord de Brazi (unde se termină în DN1) și spre sud de Șirna și mai departe în județul Dâmbovița de Cornești (unde se termină în DN1A). Din DJ101G, la Tinosu se ramifică șoseaua județeană DJ130A, care duce spre sud către Gorgota. Prin comună trece și calea ferată Bucuresti–Ploiești, pe care este deservită de halta Prahova.

## Demografie
Componența etnică a comunei Tinosu
     Români (89,9%)
     Alte etnii (10,1%)
Componența confesională a comunei Tinosu
     Ortodocși (85,27%)
     Creștini după evanghelie (1,92%)
     Adventiști (1,54%)
     Alte religii (1,31%)
     Necunoscută (9,96%)
Conform recensământului efectuat în 2021, populația comunei Tinosu se ridică la 2.138 de locuitori, în scădere față de recensământul anterior din 2011, când fuseseră înregistrați 2.443 de locuitori. Majoritatea locuitorilor sunt români (89,9%). Din punct de vedere confesional, majoritatea locuitorilor sunt ortodocși (85,27%), cu minorități de creștini după evanghelie (1,92%) și adventiști (1,54%), iar pentru 9,96% nu se cunoaște apartenența confesională.

## Politică și administrație
Comuna Tinosu este administrată de un primar și un consiliu local compus din 11 consilieri. Primarul, Iulian-Gabriel Andrei[*], de la Partidul Național Liberal, este în funcție din 2008. Începând cu alegerile locale din 2024, consiliul local are următoarea componență pe partide politice:
|  | Partid                          | Consilieri | Componența Consiliului | Componența Consiliului | Componența Consiliului | Componența Consiliului | Componența Consiliului | Componența Consiliului |
|  | ------------------------------- | ---------- | ---------------------- | ---------------------- | ---------------------- | ---------------------- | ---------------------- | ---------------------- |
|  | Partidul Național Liberal       | 6          |                        |                        |                        |                        |                        |                        |
|  | Partidul Social Democrat        | 2          |                        |                        |                        |                        |                        |                        |
|  | Partidul România în Acțiune     | 1          |                        |                        |                        |                        |                        |                        |
|  | Alianța pentru Unirea Românilor | 1          |                        |                        |                        |                        |                        |                        |
|  | Forța Dreptei                   | 1          |                        |                        |                        |                        |                        |                        |

## Istorie
În 1864, comuna Tinosu făcea parte din plasa Târgșor.
La sfârșitul secolului al XIX-lea, comuna făcea parte din plasa Crivina a județului Prahova, având reședința în satul omonim. Anuarul Socec o consemnează în 1925 în plasa Câmpul, în aceeași compoziție ca și astăzi, având 1544 de locuitori.
În 1950 a fost arondată raionului Ploiești din regiunea Prahova și apoi (după 1952) din regiunea Ploiești.  În 1968, a revenit la județul Prahova, reînființat.

## Monumente istorice
Singurul obiectiv din comuna Tinosu inclus în lista monumentelor istorice din județul Prahova ca monument de interes local este casa Marioara Cernea (1919), aflată în satul Tinosu și clasificată ca monument de arhitectură.